# Tirol
O Tirol é uma região histórica da parte ocidental da Europa Central que inclui o estado do Tirol, na Áustria, e a Região Autônoma  Trentino-Alto Ádige (Trentino-Südtirol), na Itália. A porção meridional do Tirol subdivide-se desde 1920 em província autônoma de Bolzano (Südtirol-Alto Ádige) e província autônoma de Trento (Trentino).

## História

### Antiguidade e Idade Média

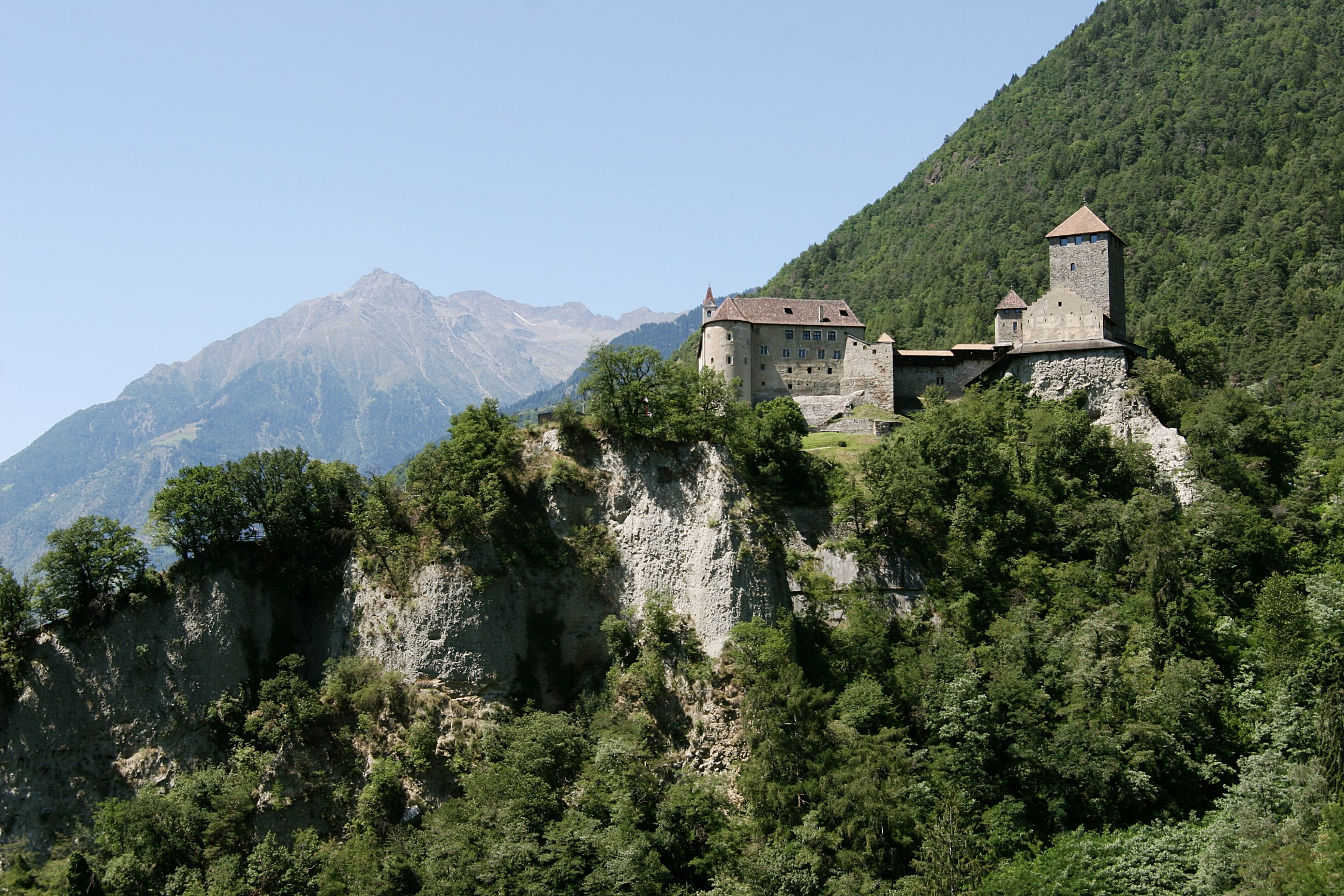
Castelo Tirol na comuna de Tirolo. Foi sede dos condes de Tirol.

A região situa-se na área da Áustria habitada pelos récios a partir do século I a.C.
Mas a história do Tirol tem início nos séculos centrais da Idade Média, com o Principado Episcopal de Trento, cuja extensão original compreendia, além do atual Trentino, também grande parte do atual Tirol Meridional, e foi durante a Idade Média e Moderna um estado autônomo dentro do Sacro Império Romano-Germânico. As relações do principado de Trento com os condes do Tirol oscilaram entre a dependência político-militar e tentativas de usurpação do poder administrativo, até a queda do principado sob o domínio napoleônico e sua total administração pela dinastia Habsburgo.
Em 1252, Alberto III do Tirol obteve do bispo de Trento os feudos da extinta casa dos condes de Apiano, depois de ter obtido os feudos de Bressanone. Os principados de Trento e Bressanone uniam-se administrativamente ao Condado do Tirol, mas não foram submetidos a este, pois os bispos eram príncipes do Sacro Império e, como tais, eleitores do imperador e a este submetidos.

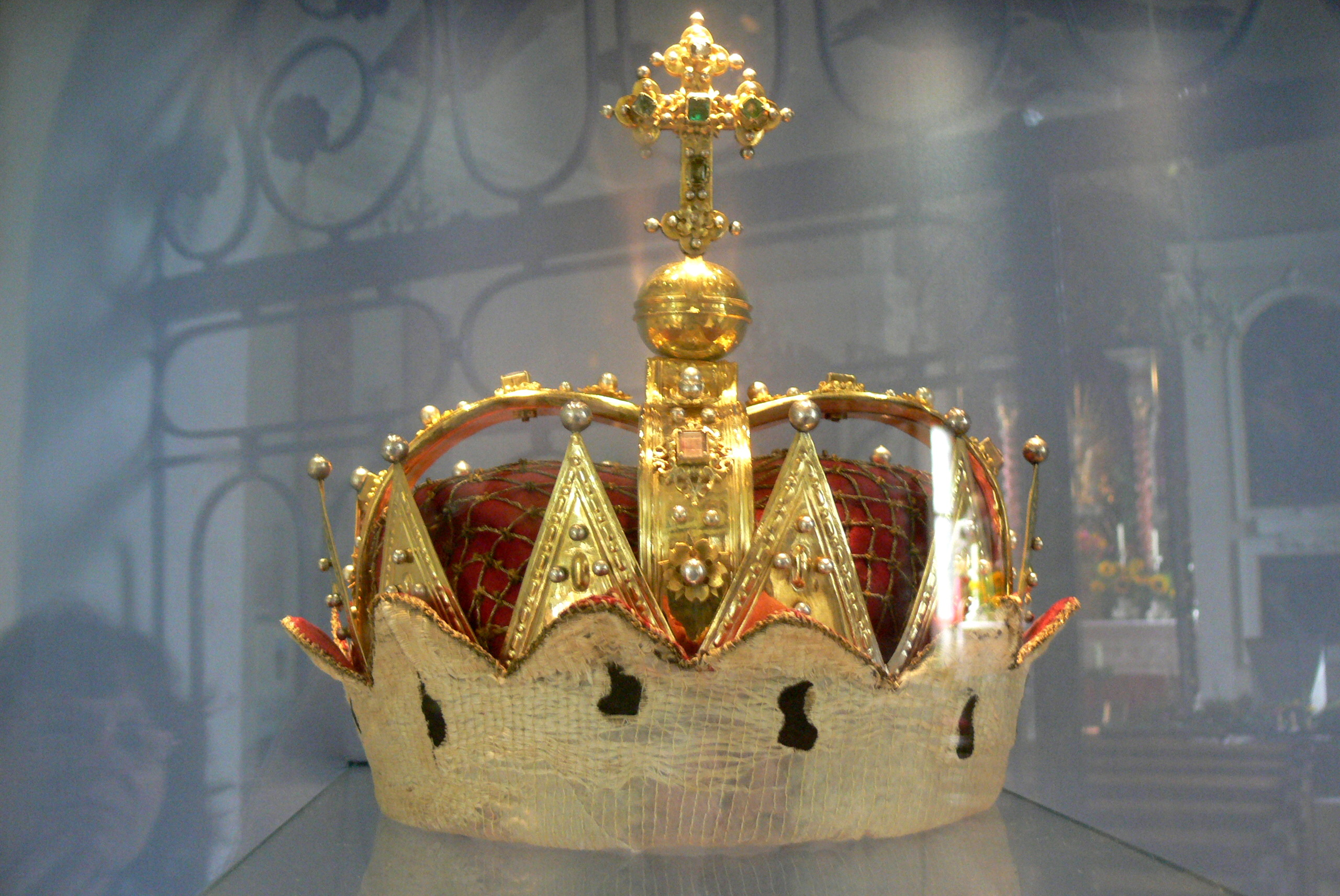
Barrete Arquiducal do Tirol

No século XIII, pela política matrimonial da época, a primeira dinastia dos condes de Tirol foi substituída pela dinastia Tirol-Gorizia, da qual o maior expoente foi Mainhard (ou Mainardo) II, verdadeiro fundador da "potência tirolesa". Neste período, o Tirol estendeu sua influência sobre uma vasta área alpina, nos confins de territórios das atuais Áustria, Suíça e Itália. Em 1363, Margarida Maultasch, sobrinha de Mainardo II, então viúva e sem herdeiros, cedeu o título e o controle do território a Rodolfo IV de Habsburgo.
Durante a segunda metade de 1500, com Leopoldo V da Áustria, nasceu a dinastia dos Habsburgo-Tirol, que durou até 1665. O Imperador austríaco Maximiliano de Habsburgo foi coroado na Catedral de Trento (Duomo di Trento) e, em 1511, promulgou o famoso Landlibell, que organizava a proteção territorial tirolesa através de atiradores selecionados entre a nobreza, burguesia e camponeses - eram os Schützen (também Sìzzeri ou Scìzer), organização que se mantém viva e ativa até os dias atuais em todas as regiões do Tirol histórico.
Do fim do século XIV até 1918, com exceção do período napoleônico, a região tornou-se um dos principais domínios da Casa de Habsburgo (imperadores do Sacro-Império quase ininterruptamente da metade do século XV até 1806, depois imperadores da Áustria), que passou a administrar em 1815 os territórios do Principado Episcopal de Trento (secularizado em 1801 por Napoleão Bonaparte), entre os confins administrativos do Condado do Tirol, tornado parte do Império Austríaco.

### Após 1918

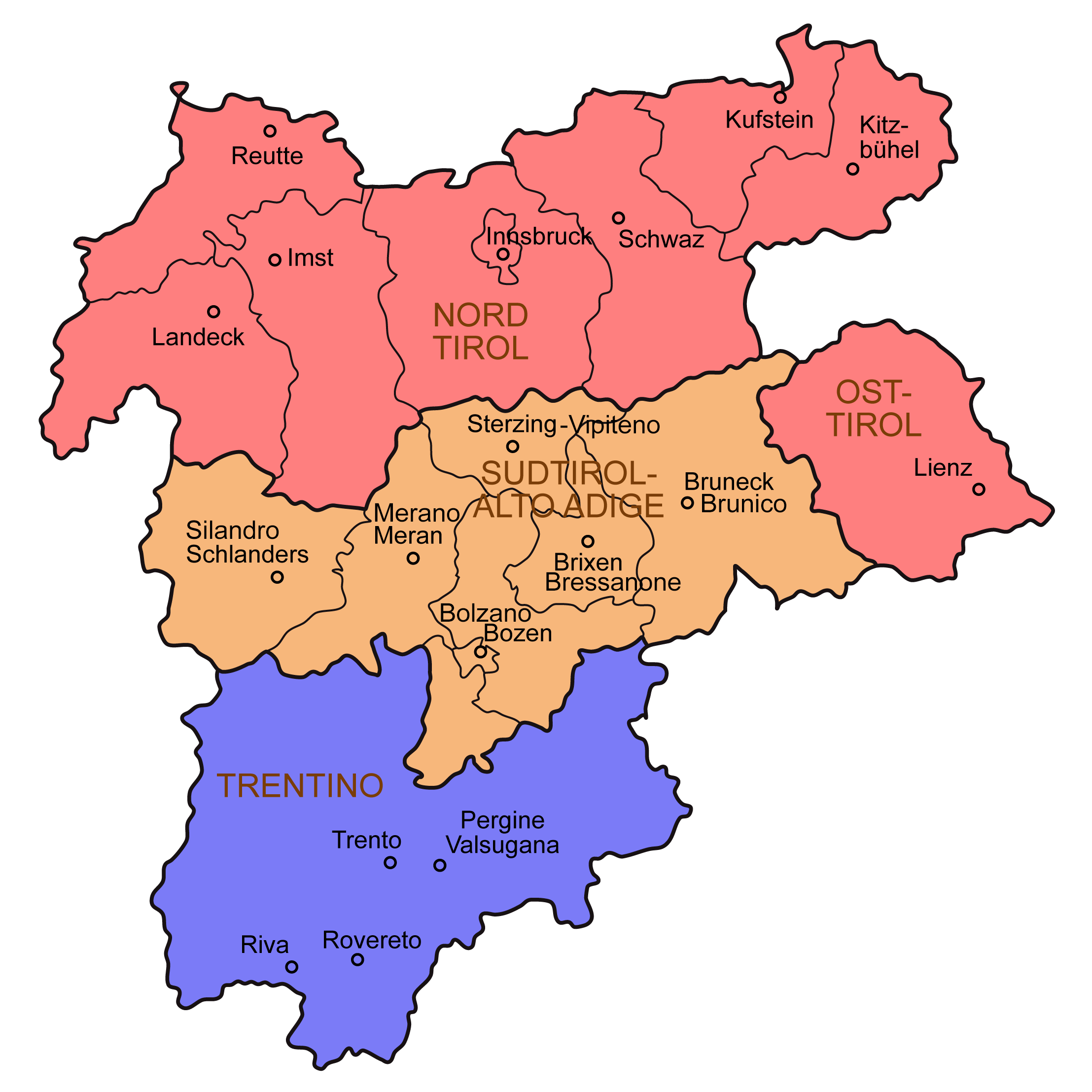
O Tirol austríaco (vermelho), a Província autónoma de Bolzano (Südtirol) na Itália (laranja) e a Província autónoma de Trento (Trentino) também na Itália (azul)

No fim da Primeira Guerra Mundial, as tropas do Império Austro-Húngaro foram derrotadas na batalha de Vittorio Veneto, em 29 de outubro de 1918. Apesar do subsequente armistício firmado em 3 de novembro (que passaria a valer a partir do dia seguinte), o comando austríaco recuou imediatamente, o que permitiu que as tropas italianas capturassem 356 mil soldados austríacos (Kaiserjäger) e ocupassem o Tirol, incluída a parte setentrional (Tirol Meridional) formada pelas regiões Südtirol e Trentino (Welschtirol). Os territórios do Condado de Tirol ao sul da vertente alpina foram anexados ao Reino da Itália e assim o Condado de Tirol termina sua existência com a ocupação italiana, em 1918.
O Tratado de Saint-Germain-en-Laye estabeleceu que a parte meridional do Tirol seria cedida ao Reino da Itália, o que incluía não apenas a região italianófona do Tirol, chamada então Trentino, mas também a parte germanófona hoje administrativamente conhecida como Província autônoma de Bolzano (Südtirol) - à época apenas 3% da população era de língua italiana. A região do Trentino, o Tirolo italiano, também adquiriu autonomia, para que as tradições tirolesas da área fossem protegidas, inclusive das minorias de língua alemã e ladina em seu território: Val de Mòcheni (Fersental), Luserna (Lusern), Val di Fassa (Val de Fascia).
Em 1919, com o Tratado de Saint-Germain-en-Laye, da conferência de Paris, que marcou o fim do Império Austro-Húngaro, o Condado de Tirol foi dividido entre Áustria e Itália, nas seguintes áreas:
- Tirol Setentrional (Nordtirol) com capital Innsbruck.
- Tirol Oriental (Osttirol) com capital Lienz; Tirol Setentrional e Oriental são atualmente unidas no estado federal austríaco (Bundesland) do Tirol.
- Tirol Meridional (região denominada entre as duas guerras mundiais Veneza Tridentina segundo o nome proposto em 1863 pelo linguista goriziano Graziadio Isaia Ascoli, depois denominada Trentino-Alto Ádige), compreendendo os atuais Alto Ádige/Südtirol e Trentino, com capitais Trento (em alemão Trient); a atual capital provincial da região, com Trento (Trient) e Bolzano (Bozen) respectivamente capitais do Trentino e do Alto Ádige-Südtirol, formalizada com o estatuto de autonomia de 1972.
- Três comunas passadas à região do Vêneto (província de Belluno) em 1923, depois do período de governo provisório italiano:
  - Colle Santa Lucia
  - Livinallongo del Col di Lana
  - Cortina d'Ampezzo.
- Duas comunas passadas ao Vêneto (província de Vicenza) em 1929:
  - Pedemonte
  - Casotto (desde 1980, Casotto constitui um distrito da comuna de Pedemonte).
- Duas comunas passadas à Lombardia (província de Bréscia) em 1934:
  - Magasa
  - Valvestino.

Na época fascista houve tentativas de "italianização" da região tirolesa, principalmente no Südtirol, de maioria alemã.

### Após 1945

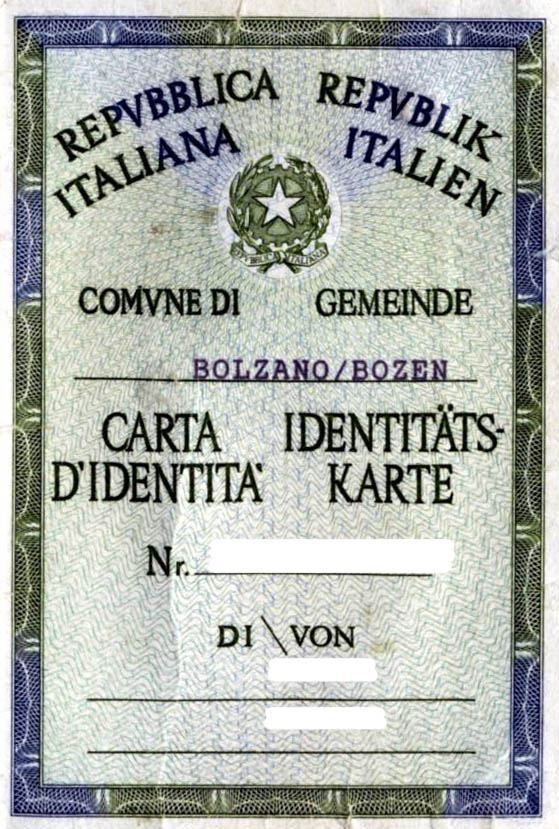
Identidade bilíngue na província italiana de Alto Ádige/Süd Tirol

Depois da Segunda Guerra Mundial o Acordo de Paris chancelou que o Tirol do Sul tinha que permanecer italiano, com a condição de que se respeitassem os direitos da minoria de língua alemã e lhe fosse garantida uma ampla autonomia. O presidente do conselho italiano, Alcide De Gasperi, originário da  província de Trento, decidiu estender a autonomia aos seus concidadãos, criando a região autônoma do Trentino-Alto Ádige. Dessa maneira, a auto-administração da minoria alemã tornou-se impossível.
Este fato e a imigração de mais italianos provocaram uma resposta violenta, que culminou no terrorismo do BAS –Befreiungsausschuss Südtirol (Comitê pela liberação do Tirol do Sul), que queria a reunificação à Áustria. Numa primeira fase os atentados dirigiram-se contra edifícios públicos e monumentos fascistas. A segunda fase foi mais sangrenta: 21 pessoas foram mortas, entre elas 15 agentes da polícia italiana, quatro terroristas e dois cidadãos.
Em 1972, foi aprovado um novo estatuto de autonomia, que transferiu os poderes legislativos e administrativos da região italiana para as províncias de Trento e Bolzano. A província de Bolzano mantém 90% de todos os impostos e é hoje a região mais rica da Itália. A região possui a maior autonomia administrativa da Europa para garantir sua identidade étnica, linguística e cultural.
Politicamente o partido dominante é o Südtiroler Volkspartei, no poder com maioria absoluta desde 1945. O atual presidente da província (em alemão Landeshauptmann) é Luis Durnwalder, no cargo desde 1989.<br
Recentemente as quatro regiões concordaram em colaborar também institucionalmente na assim chamada Euregião Tirol-Alto Ádige-Trentino, com a abertura de uma representação comum em Bruxelas.
Todas as comunidades anexadas ao Tirol na época fascista requereram seu ingresso na região do Tretino-Alto Ádige em muitas ocasiões, já a partir de 1943. Recentemente estes pedidos foram expressos oficialmente com referendos:
- Colle Santa Lucia, Livinallongo del Col di Lana e Cortina d'Ampezzo, em 28 de outubro de 2007;
- Pedemonte (compreendendo também a ex-comuna de Casotto), em 9 e 10 de março de 2008;
- Magasa e Valvestino, em setembro de 2008.

O parlamento italiano não deu seguimento a estes pedidos.

## Personagens Ilustres

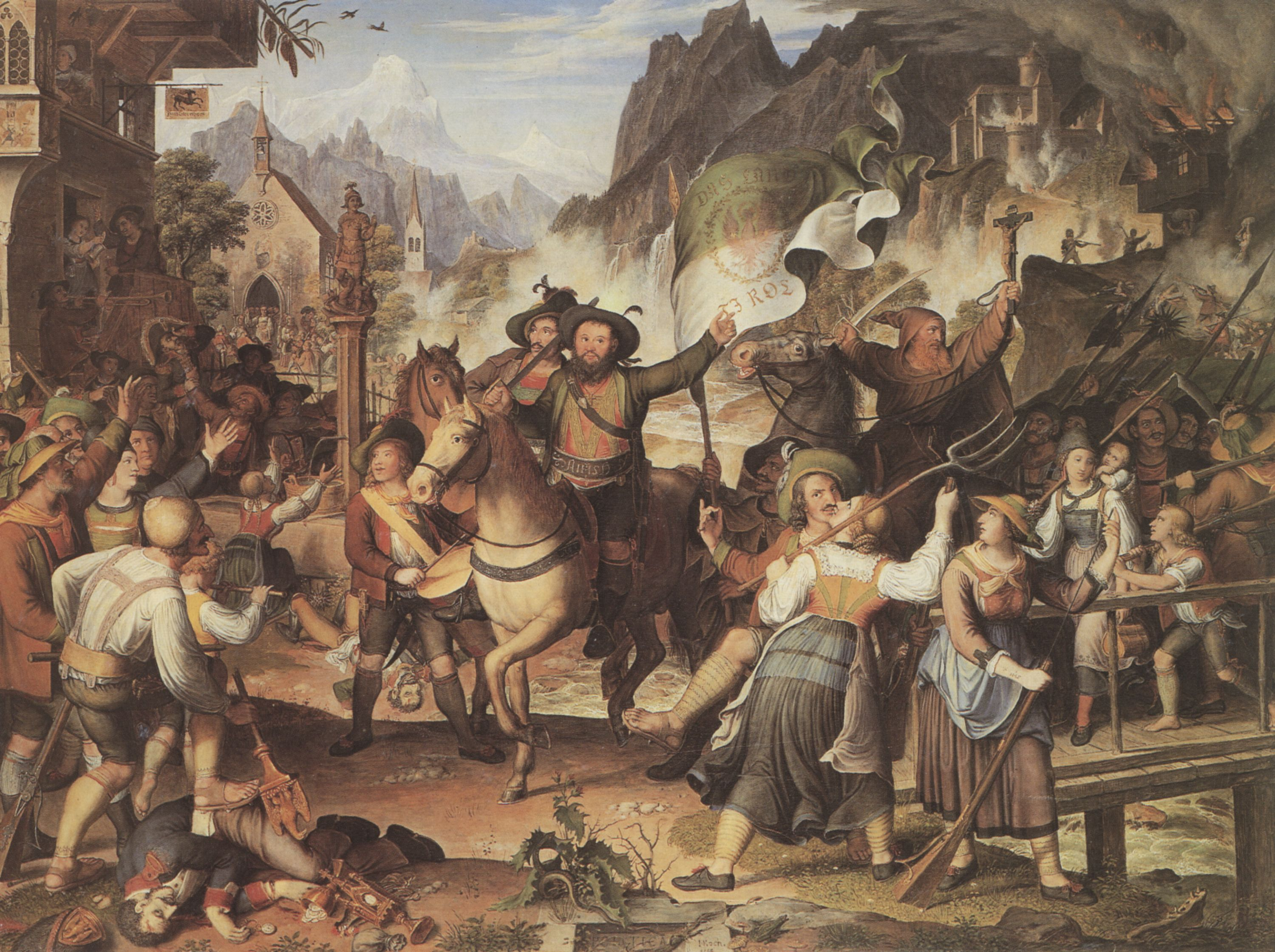
Andreas Hofer, herói tirolês da resistência contra Napoleão
Oleo de Joseph Anton Koch, 1820

- Andreas Hofer - herói da resistência contra Napoleão[2]
- Giuseppina Negrelli - heroína da resistência contra Napoleão
- Franz von Deffregger - pintor tirolês
- Walther von der Vogelweide - compositor medieval
- Anton Sepp von Rechegg
- Alcide Degasperi - parlamentar austríaco (juventude) e primeiro-ministro italiano.
- Santa Paulina - freira e primeira santa do Brasil.
- Eduard Reut-Nicolussi - jurista e reitor da Universidade de Innsbruck, nascido em Trento.

## Línguas
No norte, no estado austríaco do Tirol, o alemão é a língua oficial.
No sul (Tirol Meridional) (Província autónoma de Bolzano), são idiomas oficiais, o alemão e o italiano. A eles se soma o ladino em alguns vales orientais (Val Badia, Val di Fassa e Val Gardena). No Trentino, existem duas minorias alemãs, em Val dei Mòcheni/Fersental e Luserna/Lusern.
Todas as repartições públicas são bilíngues, cada cidadão tem o direito de utilizar a própria língua materna com a administração pública, também nos tribunais. As escolas são separadas em escolas alemãs, italianas e ladinas.
Na repartição dos empregos públicos aplica-se o sistema da proporcionalidade étnica. Por ocasião do censo decenal cada habitante tem que declarar a sua pertinência a um dos três grupos linguísticos. Conforme os resultados, é possível proceder à repartição étnica. Os italianos que se estabeleceram na província durante o período da italianização fascista vivem principalmente nos centros urbanos. A capital Bozen/Bolzano e outros quatro municípios são majoritariamente italianófonos. Em 103 de 116 municípios a etnia dominante é a alemã – até 99,81% em San Pancrazio (Sankt Pankraz).

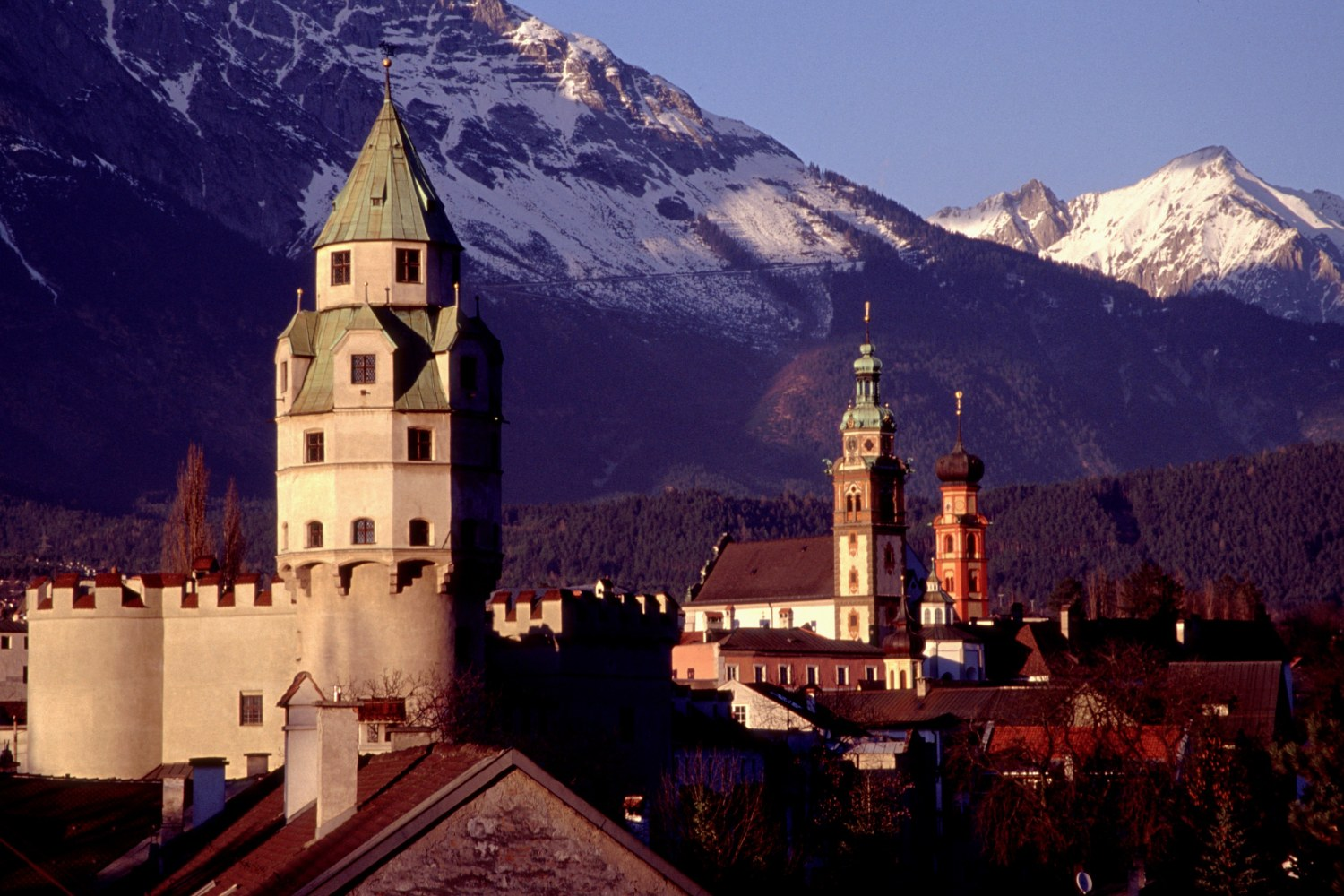
Hall in Tirol, Tirol (Áustria)
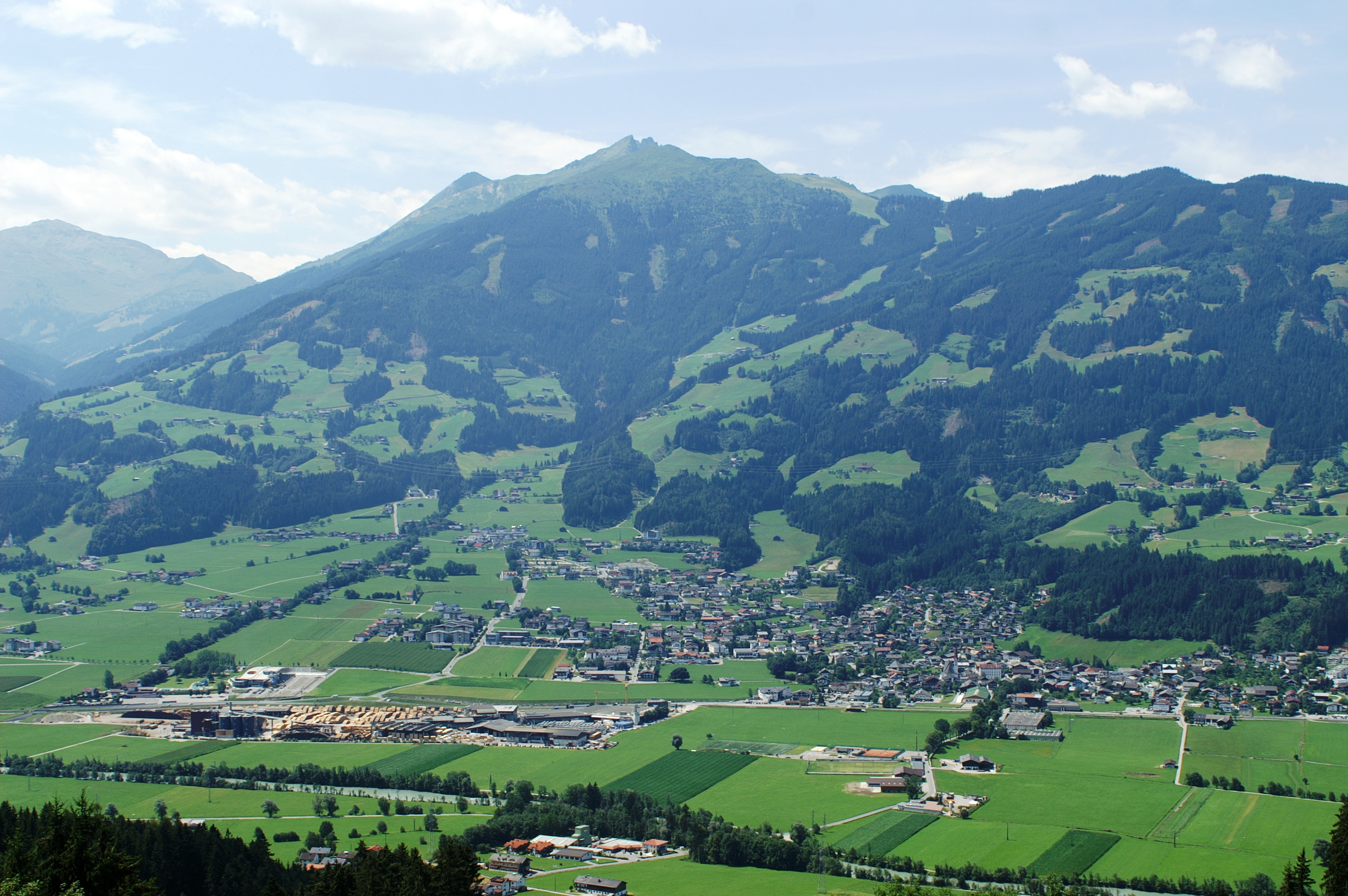
Zillertal, Tirol (Áustria)
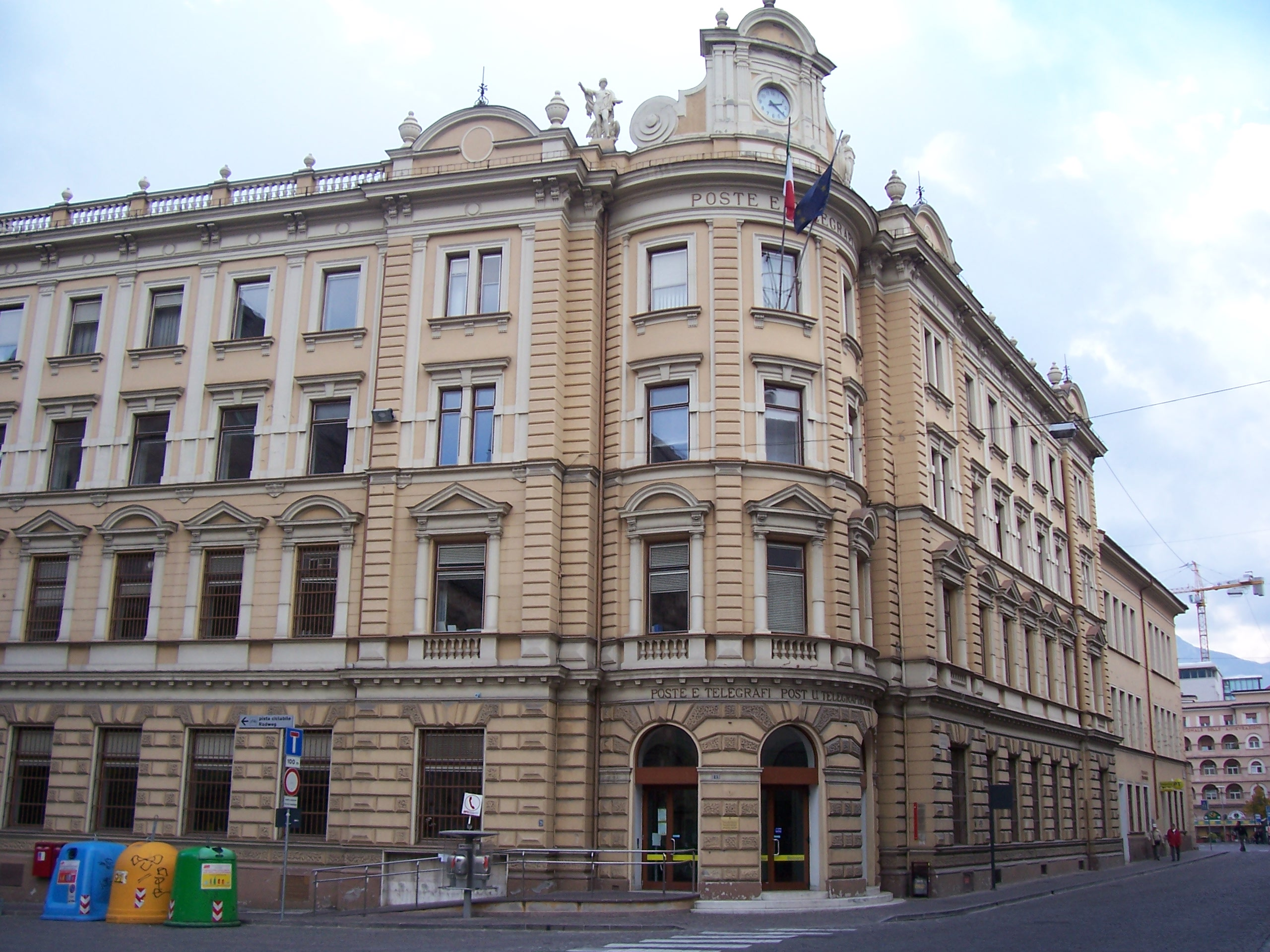
Bolzano (Bozen), (Itália)
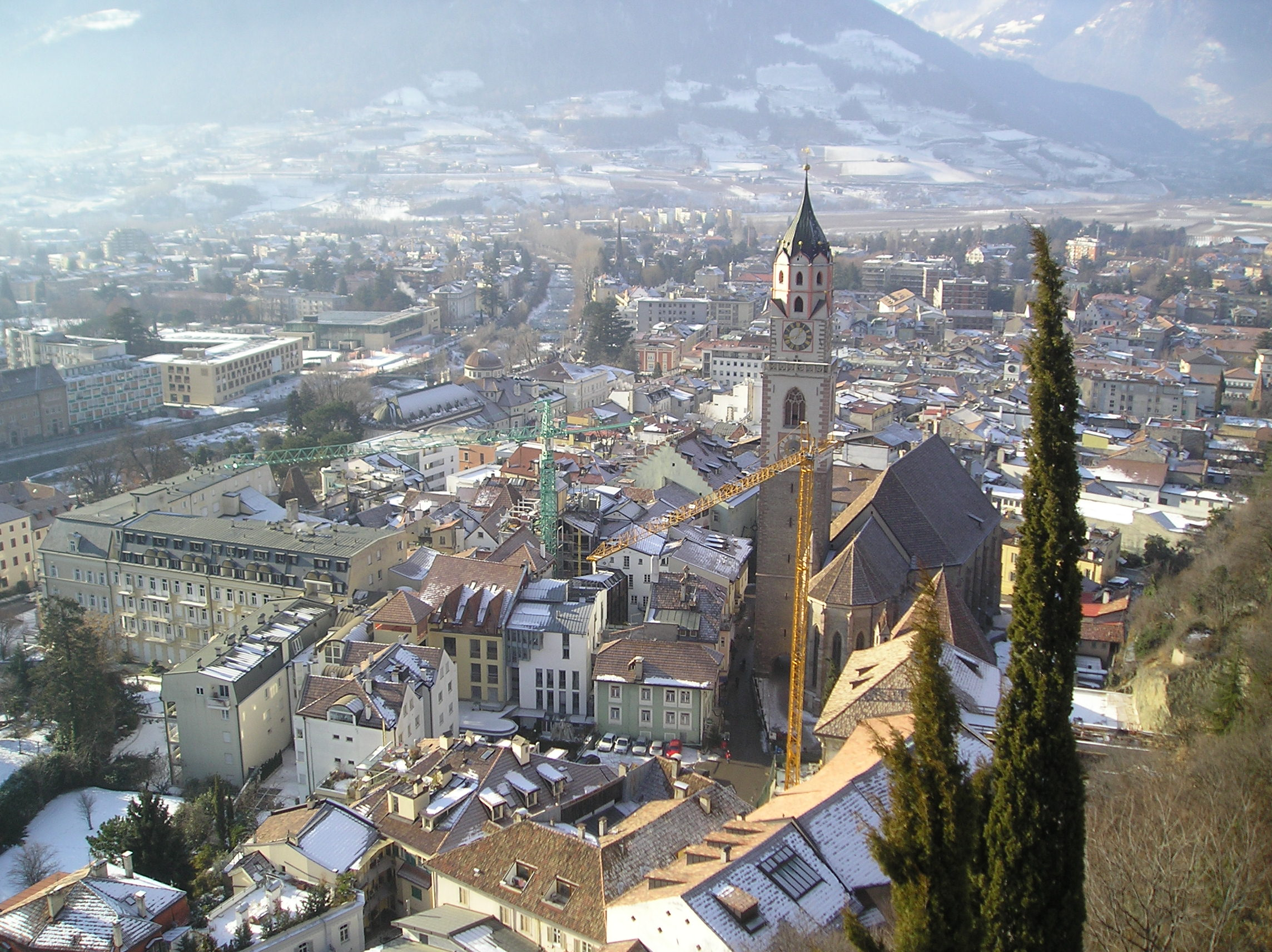
Merano (Meran), (Itália)

## Brasões

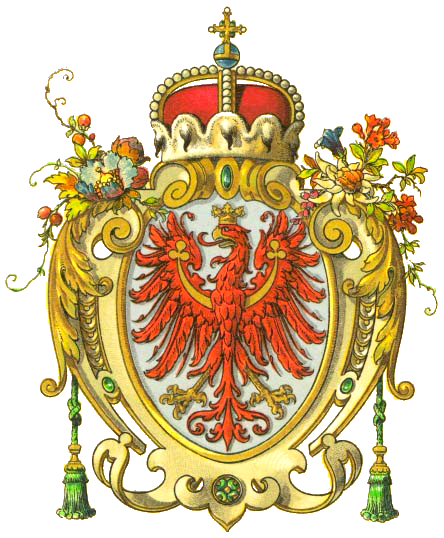
Ducado do Tirol (Império Austríaco)
Estado do Tirol (Áustria)
Província Autônoma de Bolzano (Itália)
Província Autônoma de Trento (Itália)